# Henry Lehrman

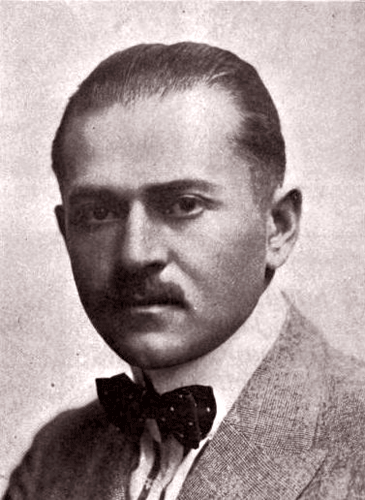
Lehrman (1919)

Henry Lehrman (* 30. März 1886 in Wien; † 7. November 1946 in Los Angeles) war ein österreichisch-amerikanischer Film-Schauspieler, -regisseur, -produzent, Produktionsleiter und Drehbuchautor. Er begann seine Karriere 1909 in den Vereinigten Staaten und zeichnete in seinem Leben für über 400 Slapstick- und Komödienproduktionen verantwortlich.

## Leben

### Emigration und Eintritt in die Filmbranche
Henry Lehrman besuchte eine Handelsakademie in Wien und absolvierte anschließend seinen Militärdienst als k.u.k. Leutnant auf der Festung Przemyśl. 1908 wanderte er ohne Englischkenntnisse in die Vereinigten Staaten aus, wo er die Landessprache im personal-contact system erlernte. Er arbeitete vorerst in New York als Straßenbahnkontrolleur und besuchte in seiner Freizeit kleine Theater, deren künstlerische Leistung ihn jedoch wenig beeindruckte. Er begann sich nun für die szenischen Möglichkeiten des Films zu interessieren.
1909 beschloss er, in die Filmbranche einzutreten. Um seine Anstellungschancen zu erhöhen, behauptete er, als er sich bei den New Yorker Biograph-Studios vorstellte, er habe in Frankreich Erfahrungen bei der damals weltgrößten Filmgesellschaft Pathé gesammelt. David Wark Griffith, damals einer der Verantwortlichen bei Biograph, bemerkte zwar den Schwindel, gab Lehrman aber dennoch eine Chance als Komparse. In Anspielung auf den Schwindel verpasste er Lehrman auch den Spitznamen Pathé. Da sich Lehrman bewährte, bekam er auch erste größere Rollen und sogar Regieaufgaben zugesprochen.

### Karriere in Hollywood
1913 wechselte Lehrman auf Empfehlung des Stummfilmstars Mabel Normand zu der von Mack Sennett neu gegründeten Keystone Production nach Kalifornien, wo Schauspieler und Komparsen für Parodien und Slapstick-Filme gesucht wurden. Dort erhielt der talentierte Komiker Lehrman bald größere Rollen. Er wurde engster Mitarbeiter Sennetts und stieg zum „Top Director“ der „Comedy Unit“, also zum obersten Regisseur der Komödienabteilung, auf. Als solcher führte er nun Regie bei vielen Einaktern („onereeler“) der Keystone, darunter auch die ersten vier Filme Charlie Chaplins. Unter Lehrmans Regie war Chaplin in Kid Auto Race at Venice zum ersten Mal in der Rolle des Tramps zu sehen. Bei der Zusammenarbeit mit Sennett – beide führten einige Male gemeinsam Regie – gab es jedoch Schwierigkeiten, da Lehrman bei Slapstick-Filmen einen temporeicheren, groteskeren Stil bevorzugte, während Sennett mehr für einen langsameren Rhythmus eintrat. Da es kaum geschriebene Drehbücher für die Einakter gab, mussten die Meinungsverschiedenheiten am Set beglichen werden. Lehrman verließ Keystone schließlich im Februar 1914.
In der Folge arbeitete er kurz bei Universal Studios mit Ford Sterling für Fred Balshofers Sterling Comedies, gründete aber im Oktober 1914 – als Tochtergesellschaft der Universal – eine eigene, auf Komödien spezialisierte, Filmgesellschaft: die L-KO Motion Picture Company (L-KO steht für Lehrman-Knockout). Diese stellte rund 300 hochklassige Einakter und Specialties in der beliebten Art der frühen Filme Mack Sennetts her. Dies brachte ihm posthum auch den Vorwurf der Filmhistoriker ein, den Stil Sennetts einfach kopiert zu haben. Zur Zeit der L-KO-Produktionen war Sennett aber bereits von seinem Originalkonzept abgewichen, wodurch ihm auch die erfrischende Qualität seiner ersten Produktionen verloren ging, die Lehrman hingegen zu sichern wusste.
Nach Universal arbeitete Lehrman kurzzeitig für Carl Laemmles IMP und Kinemacolor, bis er 1917 von William Fox als Produktionsleiter für die Sunshine Comedies eingestellt wurde. Ebenfalls bei Fox inszenierte er 1918 die Lloyd Hamilton/Virginia-Rappe-Filmserie mit den Titeln Wild Woman and Tame Lions, A Higher Driver's Last Kiss und Twilight Baby.
Ab 1919 war Lehrman in einer Beziehung mit der Schauspielerin Virginia Rappe. Sie spielte in zumindest vier Filmen Lehrmans mit: His Musical Sneeze, A Twilight Baby, Punch of the Irish und A Game Lady. 1921 kam Rappe, die inzwischen seine Verlobte war, bei einer ausschweifenden Party des beliebten Komikers Roscoe „Fatty“ Arbuckle im Hotel St. Francis in San Francisco ums Leben. Lehrman machte ihn in der Folge für Rappes Tod verantwortlich. Eine aufsehenerregende Pressekampagne und zwei Prozesse zerstörten die Karriere Arbuckles. Der Skandal diente 1923 James Cruze als Vorlage zu seinem Film Hollywood.
1922 heiratete Lehrman Jocelyn Leigh.
Mit Aufkommen des Tonfilms beendete Lehrman seine Karriere nach rund 400 inszenierten Kurzfilmkomödien und zahlreichen Filmauftritten.
Seine Grabstätte befindet sich am Hollywood Forever-Friedhof in Hollywood, Los Angeles, im Garden of Legends, Parzelle 257.

## Filmografie
Folgend eine Auswahl aus über 400 Filmen mit Beteiligung von Henry Lehrman mit Angabe der Art der Beteiligung in Klammer. „S“ steht für Schauspiel, „R“ für Regie, „sup“ für Supervisor und „D“ für Drehbuch. 1909–1931 alles Kurzfilme
- 1909: Nursing a Viper (S)
- 1909: Through the Breakers (S)
- 1909: The Redman’s View (S)
- 1909: Der Weizenkönig (A Corner in Wheat) (S)
- 1909: In Little Italy (S)
- 1909: To Save Her Soul  (S)
- 1909: The Day After (S)
- 1909: What’s Your Hurry?
- 1909: The Course of True Love
- 1910: The Rocky Road  (S)
- 1910: The Last Deal (S)
- 1910: The Cloister’s Touch (S)
- 1910: The Woman from Mellon’s (S)
- 1910: The Love of Lady Irma (S)
- 1910: A Child of the Ghetto (S)
- 1910: A Victim of Jealousy (S)
- 1910: In the Border States (S)
- 1910: The Face at the Window (S)
- 1910: A Child’s Impulse (S)
- 1910: A Child’s Faith (S)
- 1910: A Flash of Light (S)
- 1910: An Arcadian Maid (S)
- 1910: The Usurer (S)
- 1910: Wilful Peggy (S)
- 1910: Little Angels of Luck (S)
- 1910: A Mohawk’s Way (S)
- 1910: In Life’s Cycle (S)
- 1910: Rose o’ Salem Town (S)
- 1910: The Iconoclast (S)
- 1910: The Message of the Violin (S)
- 1910: Sunshine Sue (S)
- 1910: A Child’s Stratagem (S)
- 1910: Happy Jack, a Hero (S)
- 1910: His Sister–In–Law (S)
- 1910: White Roses (S)
- 1910: As the Bells Rang Out! (S)
- 1910: The Iconoclast (S)
- 1910: The Love of Lady Irma (S)
- 1911: The Two Paths (S)
- 1911: The Italian Barber (S)
- 1911: The Midnight Marauder (S)
- 1911: The Diamond Star (S)
- 1911: Conscience (S)
- 1911: Comrades (S)
- 1911: Priscilla and the Umbrella (S)
- 1911: The Broken Cross (S)
- 1911: Madame Rex (S)
- 1911: A Knight of the Road (S)
- 1911: The New Dress (S)
- 1911: Enoch Arden: Part II (S)
- 1911: Her Sacrifice (S)
- 1911: The Blind Princess and the Poet (S)
- 1911: Bearded Truth (R)
- 1911: Curiosity (R)
- 1911: An Interrupted Game (R)
- 1911: The Jealous Husband (R)
- 1911: Josh’s Suicide (R)
- 1911: Priscilla and the Umbrella (R)
- 1911: Priscilla’s April Fool Joke (R)
- 1911: A Victim of Circumstance (R)
- 1911: The Villain Foiled (R)
- 1911: Why He Gave Up (R)
- 1912: Iola’s Promise (S)
- 1912: A Beast at Bay (S)
- 1912: Algy the Watchman (R, S)
- 1912: His Own Fault (S)
- 1912: Willie Becomes an Artist (S)
- 1912: The Would–Be Shriner (S)
- 1912: Stolen Glory (S)
- 1912: A Temperamental Husband (S)
- 1912: A Beast at Bay (S)
- 1912: Her Sacrifice (S)
- 1912: His Own Fault (S)
- 1912: Beat at His Own Game (R)
- 1912: Priscilla’s Capture (R)
- 1913: Saving Mabel’s Dad (S)
- 1913: The Cure That Failed (S)
- 1913: The Stolen Purse (S)
- 1913: Her Birthday Present (S)
- 1913: A Landlord’s Troubles (S)
- 1913: The Sleuths at the Floral Parade (S)
- 1913: Murphy’s I.O.U. (S, R)
- 1913: The Peddler (S)
- 1913: Cohen Saves the Flag (S)
- 1913: The Champion (S)
- 1913: The Abalone Industry (R)
- 1913: Algy on the Force (R)
- 1913: A Bandit (R)
- 1913: Bangville Police (R)
- 1913: The Champion (R)
- 1913: The Dark Town Belle (R)
- 1913: A Dollar Did It (R)
- 1913: Fatty’s Day Off (R)
- 1913: Fatty at San Diego (R, S)
- 1913: For the Love of Mabel (R)
- 1913: Get Rich Quick (R)
- 1913: Protecting San Francisco From Fire (R)
- 1913: A tangled Affair (R, S)
- 1913: Toplitsky and Company (R)
- 1913: The Woman Haters (R, S)
- 1913: A Deaf Burglar (R)
- 1913: The Tow Windows (R)
- 1914: Wunderbares Leben (Making a Living) (S)
- 1914: Seifenkistenrennen in Venice (Kit Auto Races at Venice) (R, S, D)
- 1914: Mabel in peinlicher Lage (Mabel’s Strange Predicament) (S, R mit Mack Sennett,D)
- 1914: Love and Vengeance (S)
- 1914: Mabel’s Busy Day (S)
- 1914: Love and Surgery (S)
- 1914: Partners in Crime (S)
- 1914: The Fatal Marriage (S)
- 1914: Lizzy’s Escape (S, R)
- 1914: The Rural Demons (S, R)
- 1914: The Manicure Girl (S)
- 1914: Between Showers (R)
- 1914: A Flirt’s Mistake (R, S)
- 1914: Mabel’s Busy Day (R)
- 1914: A Rural Demon (R mit Mack Sennett)
- 1915: Cupid in a Hospital (S, R)
- 1915: Thou Shalt Not Flirt (S)
- 1915: The Death of Simon LaGree (S)
- 1915: After Her Millions (R, S)
- 1915: Life and Moving Pictures (S)
- 1915: Silk Hose and High Pressure (S)
- 1915: The Bathhouse Tragedy (R, D)
- 1915: Room and Board-A Dollar and a Half (R)
- 1915: Under New Management (R)
- 1916: A September Mourning (S)
- 1916: For the Love of Mike and Rosie (S)
- 1916: Gertie’s Joy Ride (D)
- 1916: Live Wires and Love Sparks (R)
- 1916: Lizzie’s Lingering Love (R)
- 1916: A September Mourning (S)
- 1917: The Game Lady (D)
- 1917: House of Terrible Scandals (D, S, R)
- 1917: Roaring Lions and Wedding Bells (D)
- 1917: Smashed in the Career (D)
- 1917: A Mil–Fed Vamp (D)
- 1918: Are Married Policemen Safe? (D, P, sup)
- 1918: The Fatal Marriage (R)
- 1918: Hungry Lions in a Hospital (D, P, sup)
- 1918: Son of a Gun (D, sup)
- 1918: The Sun of a Hun (P, sup)
- 1918: Twilight Baby (P, R)
- 1918: A Waiter’s Wasted Life (D)
- 1918: Wild Women and Tame Lions (D)
- 1919: Fools and Duels (R)
- 1919: A Tight Squeeze (R, D)
- 1920: The Punch of the Irish (D)
- 1920: The Kick in Her Life (D)
- 1921: Wet and Warmer (R, D)
- 1922: Reported Missing (D mit Owen Moore, R)
- 1923: Double Dealing (Co-D, R)
- 1924: One Time (R)
- 1926: Fighting Edge (R)
- 1927: For Ladies Only (R mit Scott Pembroke)
- 1927: Husbands for Rent (R)
- 1928: Chicken a La King (R)
- 1928: Homesick (R)
- 1929: New Year’s Eve (R)
- 1930: The Poor Millionaire (Co-D)
- 1931: A Butter 'n' Yaggman (R, D)
- 1934: Bulldog Drummond schlägt zurück (Bulldog Drummond Strikes Back) (Co-D, Adaptierung)
- 1934: Moulin Rouge (D mit Nunnally Johnson)
- 1935: Zeig’ kein Erbarmen! (Show Them No Mercy!) (D)
- 1935: Folies Bergère de Paris (R der Montage-Retakes)
- 1943: Laurel und Hardy: Die Tanzmeister (The Dancing Masters) (D: Gags)
- 1944: Laurel und Hardy: Der große Knall (The Big Noise) (D-Beitrag zu Special Sequenzen)
- 1945: Laurel und Hardy: Die Stierkämpfer (The Bullfighters) (D-Beitrag zu Special Sequenzen)